# مت فیش (بازیکن فوتبال)
مت فیش (انگلیسی: Matt Fish؛ زادهٔ ۵ ژانویهٔ ۱۹۸۹) بازیکن فوتبال اهل بریتانیا است.
از باشگاه‌هایی که در آن بازی کرده‌است می‌توان به باشگاه فوتبال کریستال پالاس، باشگاه فوتبال پورتسموث، باشگاه فوتبال گیلینگام، باشگاه فوتبال ای‌اف‌سی ویمبلدون، باشگاه فوتبال ابسفلیت یونایتد، و باشگاه فوتبال دوور اتلتیک اشاره کرد.